# Stazione di Olympiastadion
La stazione di Olympiastadion è una stazione ferroviaria di Berlino, posta sulla linea detta "Spandauer Vorortbahn" servita dai soli treni della S-Bahn. Prende il nome dallo stadio olimpico, posto nelle immediate vicinanze.